# Фріц Церніке
Фріц Церніке (нід. Frits Zernike; 16 липня 1888 — 10 березня 1966) — голландський фізик, лауреат Нобелівської премії з фізики 1953 року «за обґрунтування фазово-контрастного методу, особливо за винайдення фазово-контрастного мікроскопа». Фазово-контрастний мікроскоп став надзвичайно важливим інструментом, особливо в медико-біологічних дослідженнях.

## Біографія
Фріц Церніке народився в Амстердамі (Нідерланди) і був другим з шести дітей в сім'ї Карла Фрідріха Августа Церніке і Антьє Дайперінк. Батьки були вчителями математики, і йому передалась пристрасть батька до фізики. У 1905 році вступив до Амстердамського університету, де спеціалізувався і як непрофільні дисципліни вивчав фізику й математику.
Три роки по тому він взяв участь у конкурсі робіт, фінансованому Гронінгенським університетом, і був нагороджений золотою медаллю за роботу з теорії ймовірностей. Аналогічну нагороду він отримав від Голландського наукового товариства у 1912 році за наукову роботу з дослідження опалесценції в газах. Розширений варіант цієї роботи склав його дисертацію, за яку Амстердамським університетом у 1915 році йому було присуджено докторський ступінь.
У 1913 році він став помічником Якоба Корнеліуса Каптейна в астрономічній лабораторії Університету Гронінгена. У 1914 році він разом з Леонардом Орнштейном вивів рівняння Орнштейна — Церніке — інтегральне рівняння статистичної механіки для визначення прямої кореляційної функції. Воно описує, як може бути розрахована кореляція між двома молекулами, точніше, кореляція густини між двома точками. У 1915 році він як провідний фахівець дістав посаду лектора на кафедрі теоретичної фізики в тому ж університеті, і в 1920 році він став повним професором з теоретичної фізики. Церніке використовував також свої математичні здібності й майстерність у виготовленні та вдосконаленні таких наукових інструментів, як гальванометр, але після 1930 року основні свої зусилля він спрямував на дослідження в області оптики.
У 1930 році Церніке одружився з Теодорою Вільгельміною ван Боммель ван Флотен, яка мала дочку від першого шлюбу; у них був один син. Дружина померла у 1945 році, і у 1954-му він одружився з Лене Баандерс. У них не було дітей. У 1958 році після понад 40-літньої викладацької та наукової діяльності Церніке пішов у відставку з Гронінгенського університету й оселився у містечку Наарден поблизу Амстердама. Перед смертю у нього прогресувала хвороба Паркінсона.

## Основні наукові досягнення
Спочатку вченого зацікавив щілинний ефект в дифракційних решітках. Багато вчених помічали, що решітки, які містять повторювані помилки в розташуванні борозенок, викликані неполадками в механізмі, для їх нанесення, породжують зайві лінії, що отримали назву примари й розташовувались з обох боків виділеної яскравої лінії. Вони цим лініям не приділяли уваги і давали їх появі різні пояснення, з якими Церніке не міг погодитися. Вважаючи, що примари виникають через фазові зсуви, викликані похибками виготовлення решіток, він виконав серію експериментів, які не тільки підтвердили його правоту, але й привели його до винаходу приладу, названого ним фазово-контрастним мікроскопом.
На фізичному і медичному конгресі у Вагенінгені в 1933 році, Церніке вперше описав свій метод фазового контрасту у застосуванні до мікроскопії. Він використав метод для перевірки форми увігнутих дзеркал. Його відкриття лягло в основу першого мікроскопа на базі методу фазового контрасту, створеного під час Другої світової війни. Фазово-контрастний мікроскоп Церніке уможливив спостереження безбарвних організмів, таких, як клітини чи бактерії, без застосування барвників, які часто вбивали зразки. Він дозволяв проводити точніші спостереження, ніж ті, які можна було отримати з освітленням темного поля, метод, що часто приводив до неправильної інтерпретації дрібних деталей.
Як запрошений професор фізики в Університеті Джонса Хопкінса в Балтіморі у 1948—1949 роках Церніке продовжував удосконалювати свій винахід і зумів отримати кольорові зображення.
Ще один внесок в області оптики пов'язаний з ефективним описом дефектів зображень або аберації оптичних систем, таких як мікроскопи і телескопи. Уявлення про природу аберацій спочатку базувалась на теорії, розробленій Людвігом Зейделем у середині дев'ятнадцятого століття. Уявлення Зейделя ґрунтувалось на розкладанні в степеневий ряд і не давало чіткого поділу між різними типами і порядками аберацій. Ортогональні многочлени Церніке (поліноми Церніке) дозволили вирішити цю давню проблему оптимального «балансування» різних аберацій оптичних систем. З 1960-х поліноми Церніке широко використовуються в оптичному дизайні, оптичній метрології та аналізі зображень.